# Calvi (cognome)
Calvi è un cognome di lingua italiana.

## Varianti
Calvagna, Calvagno, Calvano, Calvelli, Calvesi, Calvia, Calvillo, Calvino, Calvo, Calvosa, Calvoso.

## Origine e diffusione
Cognome tipicamente centro-settentrionale, è presente prevalentemente in Lombardia e Liguria.
Potrebbe derivare dal prenome Calvo, derivato dal cognomen romano Calvus, o da un toponimo; nel primo caso deriva dal latino calvus, "raso a zero", risultando quindi affine ai cognomi Caruso, Testa e Toso; nel secondo, significa "campo disboscato".
La variante Calvelli è centro-meridionale; Calvagna e Calvano sono meridionali; Calvia è sardo.

## Persone
- Girolamo Luigi Calvi – storico dell'arte, pittore e scrittore italiano
- Giulio Calvi – teologo e vescovo cattolico italiano
- Giulio Calvi, detto Il Coronaro – pittore italiano